# Carburo di torio (IV)
Il carburo di torio (IV) (ThC, da non confondere con il tetraidrocannabinolo) è un composto chimico del torio in stato di ossidazione +4 con il carbonio, in una struttura del carbonio ad ibridazione sp4 (simile al metano). A causa dell'elettronegatività degli elementi in questione, di grado 1,25 sulla scala di Pauling, il legame ha circa un 30% di carattere ionico.

## Preparazione
Il carburo di torio (IV), può essere ottenuto per reazione del torio metallico con il carbonio.
Th + C → ThC

## Caratteristiche
Il carburo di torio (IV) è un composto di un colore grigio scuro metallizzato, lustro. Si tratta di una sostanza cristallina che reagisce con l'acqua e acidi diluiti per formare idrocarburi. Ha una struttura cristallina cubica simile al cloruro di sodio, tipo di regione con omogeneità (a = 529-536 pm) con il gruppo spaziale Fm3m.
Ha un elevato punto di fusione e, come tutti i composti del torio, è debolmente radioattivo.